# Cotesfield
Cotesfield é uma vila localizada no estado americano de Nebraska, no Condado de Howard.

## Demografia
Segundo o censo americano de 2000, a sua população era de 66 habitantes.
Em 2006, foi estimada uma população de 64, um decréscimo de 2 (-3.0%).

## Geografia
De acordo com o United States Census Bureau, a localidade tem uma área de 1,4 km², sem área coberta por água. Cotesfield localiza-se a aproximadamente 624 m acima do nível do mar.

## Localidades na vizinhança
O diagrama seguinte representa as localidades num raio de 20 km ao redor de Cotesfield.